# 随园

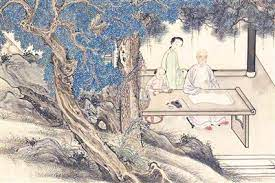
随园小景

随园是清朝诗人袁枚隐居江宁（今江苏省南京市）时所筑的私家园林。其故址在五台山余脉小仓山上，约在今南京市鼓楼区广州路中段两侧至百步坡一带。

## 历史
此园最早可追溯到明朝末年为吳應箕的焦園。康熙四十五年（1706年），江宁织造曹寅家族兴建园林，据认为是《红楼梦》中“大观园”原型。《随园诗话》中说：“雪芹撰《红楼梦》一部，备记风月繁华之盛，中有所谓大观园者，即余之随园也。”曹寅园林的一部分。雍正五年（1727年）曹家因长期亏空和怠慢皇帝被抄没，此园归于接任江宁织造的隋赫德，故名“隋织造园”、“隋园”，不久后隋赫德也被抄家。乾隆十三年（1748年），江宁县令袁枚以白银300两购得此园重建，沿袭前音，将字改为“随”，故名“随园”，自号“随园老人”，在此度过晚年，创作《随园诗话》、《随园食单》，又将园开放，游客每年多达数万。嘉庆二年，八十二岁的袁枚在此去世，葬于园中百步坡。
随园由于太平天国之乱毁于咸丰三年（1853年），竟至片瓦无存，夷为平地，改为军田。后仅存地名“随家仓”，来源于随园和小仓山。
1978年，卞孝萱《大观园即随园说辟谬—从随园历史说到新发现的〈随园图〉》中指出隨園最早是焦竑的園子，(以字號來看應名為澹園或漪園)，康熙年間為吳園，雍正時為隋赫德的隋園，之後隋家被抄，此园遂荒芜。乾隆時才由袁枚接手，改名隨園。諸多考據如周汝昌、俞平伯与顾颉刚並不認同此園與曹寅有關，故有爭議並非定見。

## 园林
随园占地面积极大，正门设于东北角（今青岛路），北至今汉口路，西南至乌龙潭，东南至永庆寺。园内设北山、中溪（今广州路）、南山三条轴线。